# 劉淵
汉光文帝劉淵（约250年—310年8月19日），字元海，新興匈奴人（今山西忻州市北），出身南匈奴的屠各部。為五胡十六国時代中，汉赵的開國君王。西晉末年八王之亂時諸王互相攻伐，南匈奴人擁立其為大單于。304年，劉淵乘朝廷內亂而在并州自立，稱漢王，国号为漢（后改为趙，史称前漢、前趙或漢趙），5年後稱帝，改元永凤。310年，劉淵在位六年病死，諡號為光文皇帝。

## 出身
劉淵出身南匈奴的屠各部族，是西汉時期冒頓單于的後代挛鞮家族的人，該家族因自汉初劉邦時期與汉朝皇室通婚，同時兼具汉朝皇室與匈奴貴族的血脈，匈奴之習以母為貴，故採取母族之劉姓為姓氏:164。
东汉漢獻帝年間，曹操統一华北地区後，將南匈奴分為五部，劉淵父親劉豹原是南匈奴的左賢王，在此一時期被曹操任命為「左部帥」；而劉淵的母親呼延氏，亦是《史記》記載下的三大匈奴貴族姓氏之一，足見劉淵身份之高貴。:167-168

## 生平

### 兼習文武
劉淵童稚時已十分聰明，七歲時母親呼延氏逝世，劉淵傷心捶胸頓足、痛哭號叫，旁人都被其哀傷所感染，宗族部落的人都因其孝道表現而對他十分欣賞。連當時曹魏司空王昶聽聞其行為後都讚賞他，又派人弔唁和送禮物。劉淵亦十分好學，拜崔游為師，學習《毛詩》、《京氏易》和《馬氏尚書》，劉淵尤其喜歡《春秋左氏傳》及《孫子兵法》、《吳起兵法》，至如《史記》、《漢書》等歷史典籍亦一一看過。同時，劉淵以史傳中都因隨何、陸賈無軍功事跡；周勃、灌嬰沒文才，兩者都遭後人看不起，認為文武兼備才能獲世人欣賞，因而習武。劉淵臂力過人，善於射箭，可謂文武雙全。崔懿之、公師彧、王渾等都與他結交為友。
咸熙年間，劉淵到洛陽作任子，受到當時曹魏權臣司馬昭厚待。司馬炎篡魏建立西晉後，王渾向晉武帝司馬炎推薦劉淵，武帝接見劉淵後亦對他十分欣賞，更打算讓他參與討伐東吳的事，但因孔恂和楊珧以「非我族類，其心必異」為由，擔心一旦向劉淵委以重任並平滅東吳，他會在當地叛晉自立。武帝聽後才擱置這打算。及後禿髮樹機能先後擊敗秦州刺史胡烈及涼州刺史楊欣，李熹建議任用劉淵討伐，但孔恂仍指劉淵可能會作亂涼州，武帝因而又否決了建議。當時在洛陽流浪的王彌正要回故鄉東萊，與劉淵餞別時，劉淵泣訴被人屢進讒言中傷，恐怕將會在洛陽遇害而不能再見到他。劉淵於是縱酒長嘯，同坐的都因他流淚。齊王司馬攸見劉淵後，更建議武帝殺劉淵，以免日後回匈奴五部所在的并州後會禍亂當地，但王渾反對。武帝同意王渾所言，最終沒有殺劉淵。

### 接手父眾
正巧任匈奴左部帥的父親劉豹於當時逝世，劉淵於是回到并州接替父親左部帥之位。太康末年劉淵官拜北部都尉。劉淵在當地申明刑法，禁止奸邪惡行，而且誠心與人交往，於是匈奴五部中的俊才都投歸劉淵，連幽州和冀州的名儒和寒門秀士都前來與他結交。永熙元年（290年），晉惠帝司馬衷繼位，由外戚楊駿輔政。楊駿為了拉攏遠人，樹立私恩，便任命劉淵為建威將軍、五部大都督，封漢光鄉侯。但至元康末年劉淵便因部下族人叛變出塞而免官。不久成都王司馬穎出鎮鄴城（今河北臨漳縣西南），為拉攏劉淵而表他行寧朔將軍、監五部軍事，並召他至鄴城。

### 乘亂立業
當時八王之亂戰火再起，趙王司馬倫、齊王司馬冏及長沙王司馬乂先後以軍事力量上台掌權，司馬倫更曾篡位稱帝，天下大亂，盜賊蜂起。劉淵叔祖父劉宣見此，決心乘著西晉朝政混亂振興匈奴，於是秘密與族人推舉劉淵為大單于，又派遣呼延攸到鄴城通知劉淵。劉淵向司馬穎請歸不果，於是派呼延攸先回并州，命劉宣召集五部匈奴和在宜陽的一眾胡人，名為支持司馬穎，實質上卻圖謀叛變。
永安元年（304年）司馬穎擊敗司馬乂，成為皇太弟，任命劉淵為屯騎校尉。不久東海王司馬越和陳眕等與惠帝征討司馬穎，司馬穎又任命劉淵為輔國將軍、督北城守事。及至惠帝兵敗蕩陰（今河南湯陰縣）被俘至鄴城，司馬穎再任命劉淵為冠軍將軍，封盧奴伯。但在蕩陰之戰後不久，東嬴公司馬騰和安北將軍王淩等就起兵討伐司馬穎，劉淵趁機向司馬穎建議讓他回匈奴五部領部眾支援司馬穎，共同抵抗司馬騰和王淩的討伐部隊。司馬穎同意並拜劉淵為北單于、參丞相軍事。
劉淵回左國城（今山西吕梁市离石区）後，刘宣便為劉淵上大單于稱號，二十日之間就聚眾五萬，定都離石。及後劉淵被司馬騰盟友拓跋猗㐌和拓跋猗盧擊敗，同時司馬穎亦因受不住王淩大軍的進逼而棄守鄴城，帶惠帝逃回洛陽。劉淵在劉宣的反對下，最終決定不援救司馬穎，遷至左國城（今山西吕梁市离石区東北），又吸引數萬人歸附。

### 建漢自立
永興元年（304年）十一月，劉淵以自己祖先與漢朝宗室劉氏約為兄弟且有所聯姻而自稱「漢王」，建國號漢（史稱汉赵），改元元熙，並追尊蜀漢後主劉禪為孝懷皇帝，又設漢太祖劉邦、漢世祖劉秀、漢烈祖劉備、漢太宗劉恆、漢世宗劉徹、漢中宗劉詢、漢顯宗劉莊和漢肅宗劉炟等八位西漢、東漢和蜀漢皇帝的牌位；前三者為三祖，後五者為五宗，以漢室繼承者自居。同時自置百官，正式建立一個脫離西晉朝廷的獨立政權。
劉淵稱王後，身為并州刺史的司馬騰便派將軍聶玄討伐，但遭劉淵於大陵（今山西文水縣）擊敗。司馬騰知道聶玄兵敗後十分恐懼，率并州二萬多戶人南下山東地區。劉淵亦派劉曜先後攻陷太原、泫氏、屯留、長子、中都等地方，擴闊領土。次年（305年），劉淵所派將領劉欽再度擊敗司馬騰所派的討伐軍。同年并州爆發大饑荒，離石亦受影響，劉淵於是遷都黎亭。永嘉元年（307年），劉淵已攻陷并州大部份郡縣，並派兵進攻新任并州刺史劉琨。但劉琨擊敗漢軍，成功保著治所晉陽（今山西太原市）。戰後劉琨努力經營并州，更離間收降劉淵部下雜虜，漢軍向并州北部擴張的計劃因而受阻。劉淵於是聽從侍中劉殷和王育派兵進攻其他州郡，南侵進據長安（今陝西西安市未央區）和洛陽（今河南洛陽市）的建議；同時，汲桑、石勒、王彌、鮮卑陸逐延和氐酋大單于單徵數個在其他地方的軍事力量都相繼歸降劉淵，劉淵亦一一任官封爵，令漢國力量更為壯大；亦因這些加入者起事和影響的地方在冀州、徐州、青州等地，西晉受漢國侵襲的地區大大增加。永嘉二年（308年），劉淵攻破司州河東郡的蒲阪和平陽郡的平陽城（今山西臨汾市），更遷都蒲子（今山西交口縣），令兩郡屬下各縣抵抗劉淵的營壘都全部投降。同時亦派劉聰、石勒等南攻太行山、趙、魏地區。
十月甲戌日（308年11月2日），劉淵稱帝，改元永鳳。永嘉三年（309年），太史令宣于脩之認為都城蒲子所處崎嶇難以久安，建議遷都平陽。劉淵聽從並立刻遷都至平陽，改元河瑞。劉淵及後派劉聰、王彌等進攻壺關，先破劉琨所派援軍，後於長平擊敗晉東海王司馬越所派的援軍，成功攻陷壺關。劉淵於是先後於當年八月和十月派劉聰等領兵進攻洛陽，但都被晉軍擊敗，劉淵唯有撤軍。
次年劉淵病重，命太宰劉歡樂、太傅劉洋等宗室重臣入宮接受遺詔輔政。七月己卯日（8月19日），劉淵逝世，由太子劉和繼位。九月辛未日（10月20日）下葬永光陵，諡光文皇帝，廟號高祖。

## 性格
劉淵飽讀詩書經典，故對部眾的暴行顯得不能容忍。如一次派遣喬晞進攻西河郡，喬晞先殺不肯投降的介休縣令賈渾，後殺哭罵他的賈渾妻宗氏。劉淵知道後大怒，將喬晞追回並降秩四等，又為賈渾夫婦收葬。又將領劉景一次進攻黎陽，在延津擊敗晉將王堪後在黃河將平民三萬多人溺死，劉淵知道後大怒，更說：「劉景還有何顏面見朕！天道又怎能接受這種事！朕想消滅的只是司馬氏，平民有何罪！」於是貶劉景的官位。

## 長相
根據《晉書》所載，劉淵膂力過人，姿儀魁偉奇特，身長超過兩米，鬍鬚長三尺有餘，其中雜有少量赤色毛髮。

## 家庭

### 父母
- 劉豹，劉淵父，南匈奴左賢王。後為匈奴左部帥。
- 呼延氏，劉淵母。

### 妻妾
- 呼延皇后，呼延翼女，第一任皇后，生劉和。
- 单皇后，氐酋單徵之女，為第二任皇后[10][11]，庶子劉聰即位後尊其為皇太后。因與劉聰亂倫（於匈奴習俗符合，但於漢族道德中屬於亂倫）而被兒子劉乂規勸，羞愧而死[12]。
- 张夫人，妾，劉聰生母。

### 兄弟
- 兄：劉延年
- 弟：刘雄、劉盛、刘钦

### 子嗣
- 劉和，呼延皇后所生，初封梁王，後為皇太子。劉淵死後即位，不久在舅舅呼延攸唆使下等試圖削奪劉聰等人勢力，反為劉聰以兵變殺害。
- 刘恭，劉聰嫡兄。劉聰即位後自以越過兄長登位，遂藉其就寢時將之殺害[13]
- 劉聰，四子，張夫人所生，昭武帝。
- 劉裕，封齊王，劉聰兵變時被呼延攸所殺。
- 劉隆，封魯王，劉聰兵變時被呼延攸所殺。
- 劉乂，單皇后所生，北海王。劉和被殺後讓位予劉聰，並在劉聰即位後立為皇太弟，但後來被誣叛變而被殺害。

## 延伸阅读
[在维基数据编辑]
 《晉書·卷101》，出自房玄齡《晉書》

## 外部連結
- 匈奴漢國皇帝 劉淵（页面存档备份，存于）